# 1764

## أحداث
- تأسيس مدينة تشارلوت تاون على يد صموئيل هولاند وتقع حاليا في كندا.
- تأسيس مدينة سيوداد بوليفار وتقع حاليا في فنزويلا.
- تأسيس مدينة سيسيميوت وتقع حاليا في جرينلاند.
- نهاية الاحتلال البريطاني لمانيلا في 1764 والتي بدأت في 1762.
- 30 أيار (مايو): اكتشاف شارل مسييه لـتجمع نجمي مغلق في كوكبة الحواء.

## مواليد
- تشارلز غراي
- دانيال رودني

## وفيات
- ألكسندر ماكينزي (مستكشف)
- إيفان السادس
- وليام كافينديش